# Toru Kaizawa
Toru Kaizawa (japanska: 貝澤徹), född 1958 i Nibutani på Hokkaido är en japansk träsnidare av ainuhärkomst. Han arbetar och bor i Nibutani.
Toru Kaizawa växte upp i Nibutani och gick tillsammans med sin bror Koji Kaizawa i lära hos sin far, träsnidaren Tsutomu Kaizawa. Hans farfarsfar Kaito Utorentoku Kaizawa var en av två mycket kända konsthantverkare under Meijiperioden. 
Han har haft utställningar på bland andra Royal Museum of Alberta i Kanada, Royal Museum of Scotland i Edinburgh och British Museum i London. Verk av honom finns på British Museum.